# Kanton Gannat
Gannat is een kanton van het Franse departement Allier. Het kanton maakt deel uit van de arrondissementen Moulins (15), Montluçon (14) en Vichy (12).

## Gemeenten
Het kanton Gannat omvatte tot 2014 de volgende 12 gemeenten:
- Bègues
- Biozat
- Charmes
- Gannat (hoofdplaats)
- Jenzat
- Le Mayet-d'École
- Mazerier
- Monteignet-sur-l'Andelot
- Poëzat
- Saint-Bonnet-de-Rochefort
- Saint-Priest-d'Andelot
- Saulzet

Door de herindeling van de kantons bij decreet van 27 februari 2014, met uitwerking op 22 maart 2015, werd het kanton uitgebreid met volgende 29 gemeenten uit de opgeheven kantons Chantelle en Ébreuil:
- Barberier
- Bellenaves
- Chantelle
- Chareil-Cintrat
- Charroux
- Chezelle
- Chirat-l'Église
- Chouvigny
- Coutansouze
- Deneuille-lès-Chantelle
- Ébreuil
- Échassières
- Étroussat
- Fleuriel
- Fourilles
- Lalizolle
- Louroux-de-Bouble
- Monestier
- Nades
- Naves
- Saint-Germain-de-Salles
- Sussat
- Target
- Taxat-Senat
- Ussel-d'Allier
- Valignat
- Veauce
- Vicq
- Voussac